# Shirakami-Sanchi
Shirakami-Sanchi (白神山地) ligger på norra Honshu i Japan. Denna bergiga, orörda urskog sträcker sig både över Akita- och Aomori-prefekturerna. Av totalt 1 300 km², lades ett område på 169,7 km² till Unescos världsarvslista år 1993 på kriterium ix om ekosystem.
Bok utgör en mycket stor del av skogen och området har det enda större återstående naturliga beståndet av bokarten Fagus crenata som tidigare varit en karaktärsart för Japanska blandskogar.